# Finn Storgaard
Finn Storgaard (født 26. september 1943 i København) er en dansk skuespiller.
Storgaard er student fra Randers Statsskole. Han blev derefter uddannet fra Det Kongelige Teaters elevskole i 1968, hvorefter han debuterede som Leander, i Den Stundesløse – dernæst fulgte en del hovedroller på bl.a. Det Kongelige Teater, Boldhus Teateret, Gladsaxe Teater, Nørrebros Teater, og på andre store teatre i hele landet. På tv har han medvirket i flere serier, bl.a. som Tue i Huset på Christianshavn, Gustav Friis i Matador, En by i provinsen, Landsbyen, Strisser på Samsø, Krøniken og Forbrydelsen. Han har desuden arbejdet meget på radioteateret og på film.
Han havde hovedrollen i filmen Midt i en jazztid og spillede Sten i Nu går den på Dagmar. Han har også medvirket i engelske film, som en birolle i Threesome og soldat i Welcome to the Club.

## Udvalgt filmografi
| År   | Titel                     | Rolle                | Noter      |
| ---- | ------------------------- | -------------------- | ---------- |
| 1969 | Midt i en jazztid         |                      | hovedrolle |
| 1969 | Trekanter                 |                      |            |
| 1971 | Ballade på Christianshavn | Tue                  |            |
| 1972 | Nu går den på Dagmar      | Sten                 |            |
| 1975 | Olsen-banden på sporet    | betjent i badebukser |            |
| 1989 | En afgrund af frihed      |                      |            |
| 2005 | Nordkraft                 |                      |            |
| 2005 | Fluerne på væggen         |                      |            |

### Serier
- Huset på Christianshavn (1970-77) - Storgaard spiller den psykologistuderende Tue
- En by i provinsen (1977-80) - i sidste afsnit spiller Storgaard en af tre bankmænd i Kontantbanken
- Matador (1978-81) - Storgaard spiller den konservative reserveofficer Gustav Friis
- Landsbyen (1991-96) - i sidste afsnit spiller Storgaard præsten, som vier det aldrende par
- Strisser på Samsø (1997-98) - Storgaard spiller præstens ægtemand, som hun gør til hanraj
- Krøniken (2004-07) - i et enkelt afsnit spiller Storgaard den dansklærer, som underviser Ida Nørgaards to sønner

## Eksterne links
- Finn Storgaard på Internet Movie Database (engelsk)
- Finn Storgaard på Filmdatabasen
- Finn Storgaard på danskefilm.dk
- Finn Storgaard på danskfilmogtv.dk
- Finn Storgaard på Scope
- Finn Storgaard på Svensk Filmdatabas (svensk)
- Finn Storgaard på The Movie Database (engelsk)
- Finn Storgaard på danskefilmstemmer.dk

|  | Artiklen om skuespilleren Finn Storgaard kan blive bedre, hvis der indsættes et (bedre) billede. Du kan hjælpe ved at uploade et godt billede til Wikimedia Commons iht. de tilladte licenser og indsætte det i artiklen. Eller du kan søge efter eksisterende filer på Wikimedia Commons eller på Flickr - fx med værktøjet Free Image Search Tool. |